# Sadam Husein
Sadam Husein (Saddām Hussein ʻAbd al-Majīd al-Tikrīti, arabsko صدام حسين عبد المجيد التكريتي‎), iraški politik in general, * 28. april 1937, Tikrit, Irak, † 30. december 2006, Bagdad. 
Bil je peti predsednik Iraka od 16. julija 1979 do 9. aprila 2003. Kot vodilni član revolucionarne arabske socialistične stranke Baath, kasneje pa stranke Baath s sedežem v Bagdadu in njene regionalne organizacije, iraške stranke Baath, ki je zagovarjala baathizem, mešanico arabskega nacionalizma in arabskega socializma.  — Sadam je imel ključno vlogo pri državnem udaru leta 1968 (pozneje imenovanem revolucija 17. julija), ki je stranko pripeljal na oblast v Iraku.
Kot podpredsednik bolnega generala Ahmeda Hassana al-Bakra in v času, ko so številne skupine veljale za sposobne strmoglaviti vlado, je Hussein ustvaril varnostne sile, s katerimi je strogo nadzoroval konflikte med vlado in oboroženimi silami. V zgodnjih sedemdesetih letih je Sadam nacionaliziral podjetje Iraq Petroleum Company in neodvisne banke, s čimer je bančni sistem zaradi inflacije in slabih posojil sčasoma pustil plačilno nesposoben. Skozi sedemdeseta leta je Hussein utrdil svojo oblast nad vladnim aparatom, saj je naftni denar pomagal iraškemu gospodarstvu hitro rasti. Položaje oblasti v državi so večinoma zasedli sunitski Arabci, manjšina, ki je predstavljala le petino prebivalstva. 
Sadam je uradno prevzel oblast leta 1979, čeprav je bil že nekaj let dejanski vodja Iraka. Zatrl je več gibanj, zlasti šiitska in kurdska gibanja, ki so si prizadevala strmoglaviti vlado oziroma pridobiti neodvisnost, in ohranil oblast med iransko-iraško vojno in zalivsko vojno. Hussein je izvajal represivno avtoritarno vlado, ki jo je več analitikov označilo za totalitarno, čeprav je bila uporabnost te oznake sporna. Njegovo vladavino so zaznamovale številne hude kršitve človekovih pravic, vključno z ocenjenimi 250.000 samovoljnimi poboji in krvavimi invazijami na sosednji Iran in Kuvajt.
Leta 2003 je koalicija pod vodstvom ZDA napadla Irak, da bi odstavila Husseina z oblasti. Ameriški predsednik George W. Bush in britanski premier Tony Blair sta Irak obtožila, da ima orožje za množično uničevanje in da ima povezave z Al Kaido. Sadamova stranka Baath je bila razpuščena in potekale so prve demokratične volitve v državi. Po njegovem ujetju 13. decembra 2003 je v okviru iraške začasne vlade potekalo sojenje Sadamu Huseinu. Iraško sodišče je 5. novembra 2006 Husseina spoznalo za krivega zaradi zločinov proti človeštvu, povezanih z umorom 148 iraških šiitov leta 1982, in ga obsodilo na smrtno kazen z obešanjem. Usmrčen je bil 30. decembra 2006. 

## Politična kariera
Vzpon na oblast se je začel, ko se je leta 1957 včlanil v socialistično stranko Baas, in v začetku 60. let sodeloval v več udarih in zarotah. Leta 1964 je bil zaprt zaradi poskusa združitve režima, po izpustitvi dve leti pozneje pa je prevzel vodilno vlogo v revoluciji julija 1968, s katero je na oblast prišel general Ahmad Hasan Al Bakr. Naslednje leto je po usmrtitvi 51 uglednih Iračanov pod obtožbo vohunjenja postal podpredsednik revolucionarnega sveta. Leta 1979 je nasledil Al Bakra kot predsednik revolucionarnega sveta in Iraka.
Doma se je osredotočil na širjenje iraške naftne industrije. Leta 1980 je sprožil iransko-iraško vojno ob tehnični podpori Zahoda, ki je imel revolucionarni Iran za grožnjo naftnim zalogam na Bližnjem vzhodu. Leta 1988 se je neodločena vojna izčrpavanja končala. Istega leta je Husein izvedel vojaško akcijo, da bi zatrl Kurde v severnem Iraku, in je njihove gorske vasi napadel s kemičnim orožjem in strupenim plinom. Avgusta 1990 je ukazal iraško invazijo na Kuvajt, leta 1991 pa ga je v zalivski vojni porazila mednarodna zveza OZN. 

### Smrt
Ameriška vojska je med invazijo na Irak Huseina odkrila in zajela Huseina leta 13. decembra 2003 v kraju Ad-Dawr blizu Tikrita.
5. novembra 2006 ga je posebno sodišče obsodilo na smrt zaradi zločinov proti človeštvu. Obsodbo je 29. decembra potrdilo še višje sodišče, naslednjega dne ob 4.00 po srednjeevropskem času pa so ga usmrtili z obešanjem. Nek iraški vir pa kaže, da je ameriško ministrstvo za zunanje zadeve nasprotovalo obešanju, saj bi se morda zdelo, da je bil usmrčen zaradi maščevanja.